# Dipartimento di Pellegrini
Pellegrini è un dipartimento argentino, situato nella parte nord-occidentale della provincia di Santiago del Estero, con capoluogo Nueva Esperanza.
Esso confina a nord con la provincia di Salta, a est con i dipartimenti di Copo e Alberdi; a sud con il dipartimento di Jiménez, e a ovest con le province di Tucumán e di nuovo Salta.
Secondo il censimento del 2001, su un territorio di 7.330 km², la popolazione ammontava a 19.517 abitanti.
Municipi e “comisiones municipales” del dipartimento sono:
- El Mojón
- Las Delicias
- Nueva Esperanza
- Pozo Betbeder
- Quebrancho Coto
- Rapelli